# Neobuliminoides
Neobuliminoides es un género de foraminífero bentónico considerado un sinónimo posterior de Fursenkoina de la familia Fursenkoinidae, de la superfamilia Fursenkoinoidea, del suborden Buliminina y del orden Buliminida. Su especie tipo era Neobuliminoides cedrosensis. Su rango cronoestratigráfico abarcaba el Holoceno.

## Discusión
Clasificaciones previas incluían Neobuliminoides en el suborden Rotaliina del orden Rotaliida.

## Clasificación
Neobuliminoides incluye a las siguientes especies:
- Neobuliminoides asuncionensis
- Neobuliminoides cedrosensis
- Neobuliminoides colomboensis
- Neobuliminoides compactiformis
- Neobuliminoides planiformis
- Neobuliminoides uniformis

Otra especie considerada en Neobuliminoides es:
- Neobuliminoides antarctica, de posición genérica incierta